# Polskie pieśni hymniczne
Polskie pieśni hymniczne.

## Do XVIII wieku

### Pierwsze pieśni hymniczne
Najstarszą polską pieśnią patriotyczną (XIII w.) jest Bogurodzica, śpiewana przez rycerzy polskich przed bitwami: pod Grunwaldem w roku 1410, Dąbkami koło Nakła w roku 1431, Wiłkomierzem w roku 1435, Warną w roku 1444 i Chocimiem w roku 1621. Znaczenie hymnu utraciła w drugiej połowie XVI wieku.
Z XIII lub XIV w. pochodzi także szeroko rozpowszechniony w średniowiecznej Polsce łaciński hymn Gaude Mater Polonia, napisany przez Wincentego z Kielczy ku czci św. Stanisława Szczepanowskiego, biskupa krakowskiego. Hymn został zapisany w Antyfonarzu kieleckim z 1372. Jego późniejsze 4-głosowe opracowanie na chór a cappella przypisuje się barokowemu kompozytorowi Grzegorzowi Gerwazemu Gorczyckiemu. 
W okresie XVI i XVII wieku rangi pieśni narodowej nie uzyskała żadna z pieśni żołnierskich.

### XVIII wiek
W dobie oświecenia popularna była pieśń Hymn do miłości Ojczyzny (słowa Ignacy Krasicki).

## Okres zaborów
W 1797 roku we Włoszech Józef Wybicki napisał Pieśń Legionów Polskich we Włoszech do melodii mazurka ludowego (z tekstem kilkakrotnie zmienianym), znaną od początku pod nazwą Mazurek Dąbrowskiego. Oficjalnie w roku 1927 został zatwierdzony jako hymn państwowy.
W okresie rozbiorów równocześnie rolę taką pełniło kilka pieśni.
W Królestwie Polskim w 1816 roku jako oficjalną pieśń ogłoszono Pieśń narodową za pomyślność króla (pełny tytuł: Hymn na rocznicę ogłoszenia Królestwa Polskiego z woli Naczelnego Wodza Wojsku Polskiemu do śpiewania podany). Autorem tekstu był Alojzy Feliński, melodię ułożył muzyk wojskowy Jan Nepomucen Kaszewski. Powstały na cześć króla Aleksandra I. W latach 1817–1819 do pieśni tej zostały przyłączone dwie zwrotki autorstwa Antoniego Goreckiego, zmieniono również refren, w którym śpiewano: „Naszą Ojczyznę racz nam zwrócić, Panie” oraz wprowadzono melodię pieśni religijnej Bądź pozdrowiona, panienko Maryjo. Znana pod tytułem Boże, coś Polskę, określana Marsylianką 1863 roku po uzyskaniu przez Polskę niepodległości w 1918 roku obok Mazurka Dąbrowskiego była kandydatką do uzyskania rangi hymnu narodowego.

### Pieśni powstania listopadowego
Uważana za pieśń powstania listopadowego (za sprawą dramatu Stanisława Wyspiańskiego), a de facto znana Polakom od 1831, jest Warszawianka (La Varsovienne napisana w Paryżu po francusku przez Casimira François Delavigne, przełożona przez Karola Sienkiewicza, z muzyką Karola Kurpińskiego). Do dziś towarzyszy wojskowym paradom. Z tego okresu pochodzą dwie pieśni Rajnolda Suchodolskiego: Witaj, majowa jutrzenko poświęcona Konstytucji 3 Maja i Polonez Kościuszki.

### Pieśni socjalistyczne i proletariackie
Pieśń Gdy naród do boju została opublikowana po raz pierwszy w 1848 roku. Autorem tekstu był Gustaw Ehrenberg, melodia została oparta na wątku z opery Wolfganga Amadeusa Mozarta Don Giovanni. Pieśń była popularna w środowisku ludowców i socjalistów, jako swój hymn przyjęły ją Gwardia Ludowa i Armia Ludowa, a w zmodyfikowanej wersji była hymnem Zjednoczonego Stronnictwa Ludowego. Hymnem oddziałów Gwardii Ludowej stała się również powstała niemalże sto lat później pieśń Wandy Zieleńczyk Marsz Gwardii Ludowej.
Hymnem bojowym polskiego proletariatu była powstała w 1882 roku pieśń Czerwony Sztandar. Słowa napisał Bolesław Czerwieński, a muzykę pieśni z czasów Komuny Paryskiej zaadaptował Jan Kozakiewicz.

### Inne pieśni okresu
Pod koniec XIX wieku popularna była również pieśń żałobna Kornela Ujejskiego Z dymem pożarów, nawiązująca do powstania chłopskiego w 1846 roku.
Z Towarzystwem Gimnastycznym „Sokół” powstałym w 1867 roku łączy się pieśń Marsz Sokołów, która stała się jego hymnem. Autorem tekstu był Jan Lam, muzykę skomponował Wilhelm Czerwiński.

## XX wiek i współcześnie

### Okres I wojny światowej
W czasie powstania wielkopolskiego (1918–1919), powstań śląskich (1919–1921), plebiscytów po I wojnie światowej oraz bezpośrednio po II wojnie światowej bardzo popularną pieśnią była Rota Marii Konopnickiej. Powstała w 1908 roku na znak protestu autorki przeciwko germanizacji ludności polskiej w zaborze pruskim. Muzykę skomponował w roku 1910 Feliks Nowowiejski. Po raz pierwszy pieśń ta została odśpiewana w Krakowie w 1910 roku na uroczystościach związanych z pięćsetną rocznicą bitwy pod Grunwaldem.
Z czasów pierwszej wojny światowej pochodzi pieśń patriotyczna polskich legionów – Pierwsza Brygada, w okresie międzywojennym traktowana w środowiskach piłsudczykowskich niemal na równi z hymnem państwowym. Z legionami związany jest też hymn piechoty Szara piechota. Hymnem największej polskiej organizacji paramilitarnej – Związku Strzeleckiego w XX-leciu międzywojennym była pieśń „Hej strzelcy wraz”.
Pieśnią hymniczną jest również Hymn harcerski Wszystko co nasze przyjęty w 1918 roku. Tekst został napisany w roku 1911 przez Ignacego Kozielewskiego, refren w 1912 roku przez Olgę Drahonowską-Małkowską, muzyka pochodzi z pieśni Na barykady. Pieśń jest hymnem Związku Harcerstwa Polskiego, Związku Harcerstwa Rzeczypospolitej oraz Stowarzyszenia Harcerskiego i innych organizacji. Natomiast hymnem Stowarzyszenia Harcerstwa Katolickiego Zawisza jest pieśń Króluj nam, Chryste.

### Okres międzywojenny
Po odzyskaniu przez Polskę niepodległości w 1918 roku kraj zyskał również otwarty dostęp do morza, do Bałtyku. W tym okresie powstały pieśni poświęcone właśnie Morzu Bałtyckiemu oraz polskim marynarzom. Utworami tymi były Hymn do Bałtyku oraz Morze, nasze morze (znany również pod tytułami „Marynarka Wojenna” oraz „Chociaż każdy z nas jest młody”), który stał się następnie hymnem Polskiej Marynarki Wojennej.

### Okres II wojny światowej
Pieśnią hymniczną związaną ze zdobyciem Monte Cassino w 1944 roku jest utwór powstały w czasie szturmu na wzgórze pt. Czerwone maki na Monte Cassino.
Pod koniec XIX w. na kanwie Mazurka Dąbrowskiego w Ameryce powstała Pieśń Polaków, znana później jako Marsz Polonii. Śpiewało ją również wojsko polskie na Zachodzie podczas II wojny światowej. Z licznych pieśni i hymnów poszczególnych rodzajów wojsk polskich na Zachodzie do dziś pozostają popularne m.in. hymny marynarzy polskich w Szkocji Na morze, dywizjonu 307 (nocnych myśliwców) Lwowskie puchacze czy Słońce w Bagdadzie – pieśń Armii Polskiej we Włoszech.

### Okres Polski Ludowej
Po drugiej wojnie światowej władze komunistyczne rozważały zastąpienie Mazurka Dąbrowskiego socrealistyczną pieśnią hymniczną Ukochany kraj (inny tytuł: Wszystko Tobie, ukochana ziemio), do której słowa napisał Konstanty Ildefons Gałczyński.
W latach 80. XX w. rolę pieśni hymnicznej pełniła również pieśń Żeby Polska była Polską napisana w 1976 roku przez Jana Pietrzaka. Była wtedy uważana za wyraz walki z władzą komunistyczną i poparcia dla „Solidarności”. Swoistym hymnem rodzącej się Solidarności była też pieśń Mury Jacka Kaczmarskiego, nawiązująca do katalońskiego utworu Lluísa Llacha, L’Estaca.

### Inne pieśni hymniczne
Swoje hymny mają niektóre grupy zawodowe. Należą do nich górnicy, którzy podczas uroczystości śpiewają pieśń zatytułowaną Hymn górniczy.
Do pieśni hymnicznych należy też Z dawna Polski Tyś Królową. Pod koniec lat 90. XX w. powstał Marsz Sybiraków, hymn Związku Sybiraków.